# جورج بيتي
جورج بيتي (بالفرنسية: Georges Petit)‏ هو تاجر أعمال فنية فرنسي، ولد في 11 مارس 1856 في باريس في فرنسا، وتوفي في 12 مايو 1920. كان مختصاً في أعمال المدرسة الانطباعية.